# مضيق منتش
المنتش أو المنش (بالإنجليزية: The Minch)‏ يُطلق عليه أيضًا اسم مينش الشمالي، هو مضيق يقع في شمال غرب إسكتلندا، ويفصل بين المرتفعات الشمالية الغربية ومنطقة هبرديس الداخلية الشمالية عن لويس وهاريس في هبرديس الخارجية. وهو الحد الشمالي لبحر هبرديس. يعيش رجال المينتش الزرق الأسطوريون في المنطقة.